# نایت اسلاگس
نایت اسلاگس (انگلیسی: Night Slugs) شرکت رسانه‌ای بریتانیایی است، که در سال ۲۰۱۰ تأسیس شد.